# Nick Hengelman
Nick Hengelman (Glanerbrug, 25 november 1989) is een Nederlandse keeper in het betaald voetbal.

## Loopbaan

### Heracles Almelo
Hengelman was derde doelman bij Heracles Almelo, maar daar kwam hij nooit tot zijn debuut voor de club.

### AGOVV Apeldoorn
Toen Heracles besloot het contract met de doelman niet te verlengen, vertrok Hengelman medio 2012 naar AGOVV Apeldoorn waar hij zijn debuut maakte in de uitwedstrijd tegen Fortuna Sittard. Tot het faillissement van AGOVV Apeldoorn in januari 2013 speelde Hengelman als eerste keeper en kwam hij tot 18 competitiewedstrijden. 

### Vitesse
Eind januari 2013 sloot hij aan bij de selectie van Jong Vitesse om zijn conditie op peil te houden. Op 10 maart 2013 maakte Hengelman via Twitter bekend een contract te hebben getekend bij Vitesse tot het einde van het seizoen. Hier werd zijn contract na afloop van het seizoen niet verlengd.

### Achilles '29
Na een week stage te hebben gelopen tekende Hengelman een contract bij Achilles '29. Op 3 augustus 2013 debuteerde hij in de uitwedstrijd tegen FC Emmen. Ook in de drie volgende wedstrijden stond Hengelman onder de lat bij de Groesbekers, maar vanwege enkele blunders in deze wedstrijden werd hij gepasseerd door François Gesthuizen en kreeg Christian de Haan de voorkeur. Na twaalf wedstrijden op de bank gezeten te hebben, kreeg Hengelman tegen De Graafschap een tweede kans. Dankzij onder meer een gestopte strafschop van Anco Jansen wist Achilles een punt uit het vuur te slepen en behield hij zijn plek onder de lat. Tot het einde van het seizoen bleef hij de vaste sluitpost van Achilles '29, maar hij kon niet voorkomen dat zijn club op de laatste plek eindigde. In 26 wedstrijden hield hij drie keer de nul. Zijn eenjarige contract werd niet verlengd en in juni 2014 voegde hij zich bij Team VVCS.

### FC Oss
Op 5 augustus 2014 werd bekend dat hij bij FC Oss ging keepen. Voor deze ploeg speelde hij in twee seizoenen 25 wedstrijden. 

### FC Twente
Hengelman tekende op 12 augustus 2016 een contract bij FC Twente. Bij Twente was hij derde doelman en had hij in de loop der jaren onder andere Nick Marsman, Jorn Brondeel en Joël Drommel voor zich. Hij speelde geen officiële wedstrijden voor de club en kwam uitsluitend uit voor Jong FC Twente. In het seizoen 2018/19 werd hij met Twente kampioen van de Eerste divisie, na degradatie een jaar eerder. Hengelman verloor echter ook zijn positie als derde doelman en zat maar bij enkele wedstrijden op de reservebank. Door zijn leeftijd kwam hij dat seizoen slechts één keer uit voor Jong FC Twente, dat speelde in de reservecompetitie. Zijn aflopende contract werd aan het eind van het seizoen niet verlengd.

### Ajax Cape Town en Ajax
Na in de zomer van 2019 opnieuw te hebben getraind bij Team VVCS, tekende hij begin augustus 2019 een contract bij Ajax Cape Town. Op 13 oktober 2020 ondertekende Hengelman een contract tot het einde van het seizoen bij AFC Ajax. Hij sluit aan bij Jong Ajax waar hij vooral als extra trainingsdoelman zal fungeren. Vanwege de leeftijdsregels voor beloftenteams in de Eerste divisie is hij in competitieverband enkel inzetbaar tegen andere beloftenteams.

### OFK Pirin Blagoëvgrad en Go Ahead Eagles
In oktober 2021 sloot Hengelman aan bij het Bulgaarse OFK Pirin Blagoëvgrad dat uitkomt in de Parva Liga. In januari 2022 verliet hij OEK Pirin voor Go Ahead Eagles.

## Statistieken
| Seizoen                        | Club                  | Competitie              | Wed. | Goals |
| ------------------------------ | --------------------- | ----------------------- | ---- | ----- |
| 2010/11                        | Heracles Almelo       | Eredivisie              | 0    | 0     |
| 2011/12                        | Heracles Almelo       | Eredivisie              | 0    | 0     |
| 2012/13                        | AGOVV Apeldoorn       | Eerste divisie          | 18   | 0     |
| 2012/13                        | Vitesse               | Eredivisie              | 0    | 0     |
| 2013/14                        | Achilles '29          | Eerste divisie          | 26   | 0     |
| 2014/15                        | FC Oss                | Eerste divisie          | 13   | 0     |
| 2015/16                        | FC Oss                | Eerste divisie          | 12   | 0     |
| 2016/17                        | Jong FC Twente        | Tweede divisie          | 7    | 0     |
| 2017/18                        | Jong FC Twente        | Derde divisie           | 8    | 0     |
| 2018/19                        | FC Twente             | Eerste divisie          | 0    | 0     |
| 2019/20                        | Ajax Cape Town        | National First Division | 30   | 0     |
| 2020/21                        | Jong Ajax             | Eerste divisie          | 0    | 0     |
| 2021/22                        | OFK Pirin Blagoëvgrad | Parva Liga              | 0    | 0     |
| 2022/22                        | Go Ahead Eagles       | Eredivisie              |      |       |
| Totaal                         | Totaal                | Totaal                  | 114  | 0     |
| Bijgewerkt t/m 21 oktober 2021 |                       |                         |      |       |

## Erelijst
| Eerste divisie | 1 | 2018/19 |